# کارلی روستباکن
کارلی روستباکن (نروژی: Karly Røstbakken؛ زادهٔ ۱۷ ژانویهٔ ۲۰۰۱) بازیکن فوتبال اهل استرالیا است.
وی همچنین در تیم‌های ملی فوتبال Australia women's national under-17 soccer team, Australia women's national under-20 soccer team، و زنان استرالیا بازی کرده‌است.